# Club de Fútbol Pachuca
Club de Fútbol Pachuca é um clube de futebol da cidade de Pachuca de Soto, no México fundado em 1 de novembro de 1892, sendo o clube mais antigo de seu país. Suas cores são azul e branco, seis vezes campeão da Copa dos Campeões da CONCACAF e campeão da Copa Sul-Americana como os seus maiores destaques.

## História
O clube foi fundado em 1 de novembro de 1892 na cidade de Pachuca de Soto. Seu estádio é o Hidalgo, que tem capacidade para 32 mil lugares. O mascote do time é um roedor existente no México conhecido como tuzo e o atual material esportivo que usa é da marca Charly.
A equipe mexicana é conhecida pelo seu sucesso em torneios internacionais, pois mesmo fazendo parte da CONCACAF, o clube foi convidado para disputar a Copa Sul-Americana de 2006, onde se sagrou campeão. Foi o primeiro clube de fora da CONMEBOL a vencer um torneio da entidade.
O Pachuca ganhou seis vezes a Copa dos Campeões da CONCACAF, sendo o terceiro maior vencedor do torneio, atrás apenas do América do México e do Cruz Azul, com 7 títulos cada. E participou, pela primeira vez em sua história, da Copa do Mundo de Clubes da FIFA em 2007. Também em 2007, pela primeira vez, disputou a final da SuperLiga Norte-Americana para decidir o título de campeão da América do Norte contra a equipe estadunidense Los Angeles Galaxy, do craque britânico David Beckham. Após um empate no tempo normal em 1 a 1, o Pachuca sagrou-se o primeiro campeão da primeira SuperLiga em uma dramática decisão por pênaltis com placar final de 4 a 3.
Em 2008, conquistou seu terceiro título da Copa dos Campeões da CONCACAF (o segundo seguido) após passar pelo time do Deportivo Saprissa, da Costa Rica na grande final, e novamente carimbou sua participação na Copa do Mundo de Clubes da FIFA. Nesse mesmo ano participou da SuperLiga Norte-Americana pela segunda vez seguida, chegou às semifinais, mas foi desclassificado pela equipe estadunidense Houston Dynamo e terminou a competição em 4º lugar. Na Copa do Mundo de Clubes da FIFA de 2008, chegou pela primeira vez às semifinais da competição, mas foi derrotado pela LDU e terminou em 4º lugar. Em 2009, ficou com o vice-campeonato da InterLiga, o que lhe deu uma vaga para a Copa Libertadores da América deste mesmo ano. Em 2010, ganhou seu quarto título da Copa dos Campeões da CONCACAF após vencer o Cruz Azul na decisão.
Após passar seis anos sem ganhar título, o Pachuca voltou a levantar a taça do Campeonato Mexicano em 2016 pela sexta vez na história. Em 2017, conquistou o pentacampeonato da Copa dos Campeões da CONCACAF, garantindo a vaga na Copa do Mundo de Clubes da FIFA do mesmo ano. A equipe chegou até a semifinal, sendo parado pelo Grêmio somente na prorrogação e posteriormente conquistando o terceiro lugar após golear o Al-Jazira por 4 a 1.
Em 2024, o clube conquistou sua sexta Copa dos Campeões da CONCACAF em cima do Columbus Crew, garantindo assim a sua vaga na Copa Intercontinental do mesmo ano. Nesse torneio, o Pachuca enfrentou o brasileiro Botafogo no confronto do Dérbi das Américas, quando levantou a taça depois de derrotar o clube carioca pelo placar de 3 a 0. Depois enfrentou o Al-Ahly, do Egito, no confronto da Challenger Cup, e também levantou a taça nesse confronto depois de vencer a equipe egípcia nos pênaltis. Embora a equipe tenha levantado duas taças na Copa Intercontinental, o Pachuca perdeu na final para o Real Madrid por um placar de 3 a 0.

## Títulos
| \| INTERCONTINENTAIS \| INTERCONTINENTAIS \| INTERCONTINENTAIS \| INTERCONTINENTAIS \| \| \| Competição \| Títulos \| Temporadas \| \| ----------------- \| -------------------------- \| ----------------- \| ----------------- \| \| \| Copa Challenger da FIFA \| 1 \| 2024 \| \| \| Dérbi das Américas da FIFA \| 1 \| 2024 \| |                               |              |                                                         |
| CONTINENTAIS | CONTINENTAIS                  | CONTINENTAIS | CONTINENTAIS                                            |
| | Competição                    | Títulos      | Temporadas                                              |
| --- | ----------------------------- | ------------ | ------------------------------------------------------- |
| | Copa dos Campeões da CONCACAF | 6            | 2002, 2007, 2008, 2009–10, 2016–17 e 2024               |
| | Copa Sul-Americana            | 1            | 2006                                                    |
| | Superliga                     | 1            | 2007                                                    |
| NACIONAIS |                               |              |                                                         |
| | Competição                    | Títulos      | Temporadas                                              |
| | Campeonato Mexicano           | 7            | 1999–I, 2001–I, 2003–A, 2006–C, 2007–C, 2016–C e 2022–A |
| INTERCONTINENTAIS |                               |              |                                                         |
| | Competição                    | Títulos      | Temporadas                                              |
| | Copa Challenger da FIFA       | 1            | 2024                                                    |
| | Dérbi das Américas da FIFA    | 1            | 2024                                                    |

Títulos da Era Amadora
- Campeonato Mexicano: (3) 1904–05, 1917–18 e 1919–20
- Copa do México: (2) 1907–08 e 1911–12

Legenda
A: Torneio Apertura
C: Torneio Clausura
I: Torneio Invierno (equivalente ao Torneio Apertura)
 Campeão invicto

## Campanhas de destaque
- Copa Intercontinental da FIFA: 2° lugar - 2024
- Copa do Mundo de Clubes da FIFA: 3º lugar - 2017
- Recopa Sul-Americana: 2º lugar - 2007
- Superliga: 4º lugar - 2008
- InterLiga: 2º lugar - 2009
- Copa México: 2° lugar - 2017

## Elenco atual
- Atualizado em 21 de fevereiro de 2025.[14]

Legenda
- : Capitão
- : Lesão

## Treinadores notáveis
- Javier Aguirre
- Alfredo Tena
- Carlos Trucco
- Víctor Manuel Vucetich
- Rubén Omar Romano
- José Luis Trejo
- Enrique Meza
- Guillermo Rivarola
- Pablo Marini
- Efrain Flores
- Hugo Sánchez
- Gabriel Caballero
- Guillermo Almada

## Registros históricos
- Como campeão da Copa dos Campeões da CONCACAF e da Superliga (ambos os títulos conquistados em 2007), o Pachuca foi convidado para participar do primeiro Campeonato Pan-Pacífico, realizado em 2008, mas declinou do convite.
- Participou da Superliga de 2008 em substituição ao Pumas UNAM, que declinou do convite.
- É o único time da América do Norte que conquistou um campeonato sul-americano (Copa Sul-Americana de 2006).